# Riu Mania
El riu Mania és un riu de Madagascar, que flueix des de les muntanyes centrals de l'illa, al nord-est de Fandriana, on es coneix tradicionalment com el Fisakana i desemboca al Tsiribihina, que flueix fins al canal de Moçambic, formant un delta. El seu curs és molt sinuós travessant diverses cadenes muntanyoses d'est a oest fins a arribar a l'altiplà, on convergeix amb el Mahajilo.